# Hans Koolmees
Hans Koolmees (Abcoude, 27 oktober 1959) is een Nederlands componist.

## Opleiding
Koolmees kreeg zijn opleiding aan het Rotterdams Conservatorium. Hij studeerde orgel bij Jet Dubbeldam, ensembleleiding en arrangeren bij Bernard van Beurden, compositie bij Klaas de Vries en elektronische muziek bij Gilius van Bergeijk.

## Activiteiten
Hans Koolmees is werkzaam als componist, organist, en als docent compositie en instrumentatie aan Codarts (Rotterdams Conservatorium). Van 2002 tot 2007 was hij artistiek leider van het DoelenEnsemble. In 2009/2010 verbleef hij als artist in residence een jaar in het Van Doesburghuis in Meudon nabij Parijs. Van 2010 tot 2012 was hij voorzitter van de Unie van Componisten in Nederland.
Zijn composities werden uitgevoerd door Oliver Knussen, het Rotterdams
Philharmonisch Orkest, het Residentie Orkest, het Nederlands Philharmonisch
Orkest, Daniel Reuss, Cappella Amsterdam, Jurjen Hempel, het DoelenEnsemble, het Schönberg Kwartet, Ellen Corver, het Schönberg Ensemble, Lucas Vis, Orchestre d’Auvergne, Calefax Rietkwintet en blokfluitkwartet Brisk.
In 1999 organiseerde Theater Lantaren/Venster in Rotterdam een vierdaags
festival rondom zijn muziek, waar, naast oudere stukken, drie nieuwe werken
in première gebracht werden, waaronder het oratorium De Toren van Babel.
Zijn compositie Cantate voor groot orkest werd bekroond met de eerste prijs
in de compositieprijsvraag georganiseerd door het Residentie Orkest in het
kader van het 90-jarig bestaan in 1994. In het voorjaar van 2009 werd de opera De Waterman op een libretto van Erik-Ward Geerlings in première gebracht door Muziektheater Hollands Diep.

## Oeuvre
- 2007 Obscura, voor 4 zangers, koor en 4 instrumenten
- 2006 Fremdkörper
- 2006 Events
- 2005 Papillon, ensemble
- 2004 As time goes by, orkest
- 2004 Blues voor Paul, piano
- 2004 Terra, voor 4 zangers, gemengd koor en 5 blazers, tekst uit de Bijbelboeken Job en Psalmen
- 2002 Charlie don't surf
- 2002 Multa non multum
- 2002 Keten, voor trompet, orgel & orkest
- 2002 Estampies, voor orgel
- 2002 Nar, voor bassethoorn en slagwerk
- 2001 Les fumées, voor jazz-band
- 2001 Trotter, voor 3 trombones
- 2001 De vliegende Hollander, voor harmonium
- 2000 Rusty bells, voor saxofoon, el. viool, slagwerk, tape en elektronica
- 2000 Rozen, voor sopraan, glockenspiel, strijkkwartet & tape
- 2000 Estampie, voor vijf blazers
- 2000 Ten oorlog, Itar V - The final version, voor mezzosopraan en orgel
- 1999 Als reusachtige zwermen van vleugelwiekende vogels, (1999), voor 4 slagwerkers
- 1999 Niemandsland, - a very satisfactory first day, voor viool, cello en piano
- 1999 Blues, Cantate 2, voor orkest
- 1999 Toccata, Cantate 3, voor orkest
- 1998 De toren van Babel, oratorium voor 6 zangers, koor en barokorkest
- 1997 voor Jacqueline, tape
- 1997 Lettre de cachet, libretto door de componist, gebaseerd op teksten van D.A.F. de Sade
- 1996 Sinterklaas bestaat niet, in memoriam W.F. Hermans, voor ensemble
- 1996 So ist mein Jesus nun gefangen uit de Matthäus Passion van Johann Sebastian Bach, arragement voor ensemble
- 1996 Avalanche, voor groot blaasorkest
- 1995 2 koralen, voor mezzosopraan, gemengd koor en orgel
- 1995 Stanza, voor orgel en vrouwenkoor
- 1995 Stanza, versie voor stem, 2 trompetten en strijkorkest op tekst van Glogauer Liederbuch (ca. 1480)
- 1995 Mars, voor ensemble
- 1995 Songs, voor fagot solo
- 1994 De naam, voor mezzosopraan, gemengd koot en ensemble op tekst van Paul Biegel
- 1994 Lilywhite, voor mezzo-sopraan, koperblazers, slagwerk, harp en strijkorkest
- 1994 Golgatha, voor strijkkwartet
- 1993 Cantate, voor groot orkest
- 1993 Games, voor mezzo-sopraan, 2 slagwerkers en harp, op teksten van Bram Stoker en Dante Alighieri
- 1992 Greiv, voor trombone en strijkkwartet
- 1991; rev. 1995 Posjlost, voor koor en instrumentaal ensemble, op tekst van Nikolaj Gogol
- 1991; rev. 1995 Tentet, voor ensemble
- 1991; rev. 1995 Waters & wortelen - deel 2, (The art of surfing a monster), voor kamerorkest
- 1990; rev. 1996 Aed Mac Ainmirech, voor gemengd koor, viool, altviool, trombone en slagwerk
- 1989 Drie walsjes om een blauwtje te lopen
- 1989 Reis langs de elementen, elektronische muziek, met Bart de Kemp en Leontien Lieffering
- 1988 Messe de Nostre Dame G. de Machaut arr. voor 3 stemmen en ensemble
- 1988 Mauthausen-balladen van Mikis Theodorakis, arrangement voor sopraan, mezzo-sopraan, hobo en orgel
- 1988 Monster, voor basklarinet en baritonsaxofoon
- 1987; rev. 1993 Itar, voor piano solo
- 1986 Thebe, voor gemengd koor en blaasensemble
- 1986 Het uur U, voor verteller, fluit, fagot en ensemble, op tekst van Martinus Nijhoff
- 1985 Für Elise, arrangement voor 4 saxofoons (1985)
- 1985 Suite, voor viool, harp en kamerorkest
- 1985 Zuil van Volta, ballet music, voor 10 accordeons
- 1985 4 tango's van Klaas de Vries, voor stem en 4 accordeons
- 1917; arr. 1984 4 Slowaakse volksliederen van Béla Bartók, arrangement voor gemengd koor en ensemble
- 1912; arr. 1990 Sonate nr. 2 op. 14 van Sergej Prokofjev, arrangement voor 10 accordeons en strijkkwartet
- 1874; arr. 1974 Carmen-suite van Georges Bizet, arrangement voor 4 fluiten en klavecimbel
- 24 capriccio's voor viool solo
- Trotter, voor drie klarinetten

## Prijzen en onderscheidingen
Het werk Cantate voor groot orkest kreeg de eerste prijs in de compositieprijsvraag van het Residentie Orkest ter gelegenheid van hun 90-jarig bestaan in 1994.